# Lista över fornlämningar i Göteborgs kommun (Göteborg)
Lista över fornlämningar i Göteborgs kommun (Göteborg) är en förteckning av ett urval av de fornlämningar som finns i Göteborg i Göteborgs kommun.
| Namn                                           | Lämningstyp                      | Tillkomsttid | Historisk indelning     | Plats              | Läge                 | ID-nr          | Bild                                      |
| ---------------------------------------------- | -------------------------------- | ------------ | ----------------------- | ------------------ | -------------------- | -------------- | ----------------------------------------- |
| Göteborg 92:1                                  | Stensättning                     |              | Göteborg, Västergötland |                    | 57.760284, 12.023929 | 10154900920001 | Ladda upp en bild av detta fornminne      |
| Göteborg 94:1                                  | Röse                             |              | Göteborg, Västergötland |                    | 57.756195, 12.018891 | 10154900940001 | Ladda upp en bild av detta fornminne      |
| Göteborg 94:2                                  | Fornborg                         |              | Göteborg, Västergötland |                    | 57.756992, 12.018210 | 10154900940002 | Ladda upp en till bild av detta fornminne |
| Hospitalets kyrkogård (Göteborg 96:1)          | Begravningsplats                 |              | Göteborg, Västergötland |                    | 57.738544, 12.005338 | 10154900960001 | Ladda upp en till bild av detta fornminne |
| Göteborg 100:1                                 | Röse                             |              | Göteborg, Västergötland |                    | 57.747997, 12.059736 | 10154901000001 | Ladda upp en till bild av detta fornminne |
| Göteborg 101:1                                 | Röse                             |              | Göteborg, Västergötland |                    | 57.743774, 12.062890 | 10154901010001 | Ladda upp en bild av detta fornminne      |
| Göteborg 103:1                                 | Stensättning                     |              | Göteborg, Västergötland |                    | 57.743680, 12.056190 | 10154901030001 | Ladda upp en bild av detta fornminne      |
| Göteborg 103:2                                 | Stensättning                     |              | Göteborg, Västergötland |                    | 57.743552, 12.056375 | 10154901030002 | Ladda upp en bild av detta fornminne      |
| Göteborg 104:1                                 | Stensättning                     |              | Göteborg, Västergötland |                    | 57.744588, 12.054554 | 10154901040001 | Ladda upp en bild av detta fornminne      |
| Göteborg 104:2                                 | Stensättning                     |              | Göteborg, Västergötland |                    | 57.744561, 12.055012 | 10154901040002 | Ladda upp en bild av detta fornminne      |
| Göteborg 105:1                                 | Stensättning                     |              | Göteborg, Västergötland |                    | 57.744558, 12.053296 | 10154901050001 | Ladda upp en bild av detta fornminne      |
| Göteborg 106:1                                 | Hällristning                     |              | Göteborg, Västergötland |                    | 57.744517, 12.052679 | 10154901060001 | Ladda upp en bild av detta fornminne      |
| Göteborg 106:2                                 | Hällristning                     |              | Göteborg, Västergötland |                    | 57.744517, 12.052679 | 10154901060002 | Ladda upp en bild av detta fornminne      |
| Göteborg 107:1                                 | Stensättning                     |              | Göteborg, Västergötland |                    | 57.738328, 12.055456 | 10154901070001 | Ladda upp en bild av detta fornminne      |
| Göteborg 108:1                                 | Stensättning                     |              | Göteborg, Västergötland |                    | 57.737363, 12.051632 | 10154901080001 | Ladda upp en bild av detta fornminne      |
| Göteborg 109:1                                 | Röse                             |              | Göteborg, Västergötland |                    | 57.740566, 12.035710 | 10154901090001 | Ladda upp en bild av detta fornminne      |
| Göteborg 110:1                                 | Röse                             |              | Göteborg, Västergötland |                    | 57.741232, 12.037165 | 10154901100001 | Ladda upp en bild av detta fornminne      |
| Göteborg 112:1                                 | Stensättning                     |              | Göteborg, Västergötland |                    | 57.743116, 12.038195 | 10154901120001 | Ladda upp en bild av detta fornminne      |
| Göteborg 113:1                                 | Stensättning                     |              | Göteborg, Västergötland |                    | 57.744715, 12.040942 | 10154901130001 | Ladda upp en bild av detta fornminne      |
| Göteborg 114:1                                 | Hög                              |              | Göteborg, Västergötland |                    | 57.745114, 12.036817 | 10154901140001 | Ladda upp en bild av detta fornminne      |
| Göteborg 114:2                                 | Stensättning                     |              | Göteborg, Västergötland |                    | 57.744862, 12.036875 | 10154901140002 | Ladda upp en bild av detta fornminne      |
| Göteborg 114:3                                 | Stensättning                     |              | Göteborg, Västergötland |                    | 57.744778, 12.037070 | 10154901140003 | Ladda upp en bild av detta fornminne      |
| Göteborg 117:1                                 | Stensättning                     |              | Göteborg, Västergötland |                    | 57.748024, 12.038598 | 10154901170001 | Ladda upp en bild av detta fornminne      |
| Göteborg 117:2                                 | Stensättning                     |              | Göteborg, Västergötland |                    | 57.747816, 12.038340 | 10154901170002 | Ladda upp en bild av detta fornminne      |
| Göteborg 119:1                                 | Stenkammargrav                   |              | Göteborg, Västergötland | Bergsjön           | 57.756571, 12.053241 | 10154901190001 | Ladda upp en till bild av detta fornminne |
| Göteborg 122:1                                 | Hällristning                     |              | Göteborg, Västergötland |                    | 57.744069, 12.054623 | 10154901220001 | Ladda upp en bild av detta fornminne      |
| Göteborg 122:2                                 | Hällristning                     |              | Göteborg, Västergötland |                    | 57.743984, 12.054265 | 10154901220002 | Ladda upp en bild av detta fornminne      |
| Göteborg 123:1                                 | Stensättning                     |              | Göteborg, Västergötland |                    | 57.744137, 12.075729 | 10154901230001 | Ladda upp en bild av detta fornminne      |
| Göteborg 127:1                                 | Stensättning                     |              | Göteborg, Västergötland |                    | 57.725016, 12.047426 | 10154901270001 | Ladda upp en bild av detta fornminne      |
| Göteborg 130:1                                 | Stensättning                     |              | Göteborg, Västergötland |                    | 57.725688, 12.041927 | 10154901300001 | Ladda upp en bild av detta fornminne      |
| Härlanda kyrkoruin (Göteborg 132:1)            | Kyrka/kapell                     |              | Göteborg, Västergötland |                    | 57.719724, 12.022524 | 10154901320001 | Ladda upp en till bild av detta fornminne |
| Härlanda kyrkoruin (Göteborg 132:2)            | Begravningsplats                 |              | Göteborg, Västergötland |                    | 57.719717, 12.022442 | 10154901320002 | Ladda upp en till bild av detta fornminne |
| Göteborg 134:1                                 | Stensättning                     |              | Göteborg, Västergötland |                    | 57.721307, 12.019555 | 10154901340001 | Ladda upp en till bild av detta fornminne |
| Göteborg 137:1                                 | Röse                             |              | Göteborg, Västergötland |                    | 57.693948, 12.014607 | 10154901370001 | Ladda upp en bild av detta fornminne      |
| Kolerakyrkogården i Kallebäck (Göteborg 141:1) | Begravningsplats                 | 1866         | Örgryte, Västergötland  | Örgryte församling | 57.683489, 12.021842 | 10154901410001 | Ladda upp en till bild av detta fornminne |
| Kung Rings grav (Göteborg 142:1)               | Stenkammargrav                   |              | Örgryte, Västergötland  |                    | 57.683835, 12.021784 | 10154901420001 | Ladda upp en till bild av detta fornminne |
| Kung Rings grav (Göteborg 142:2)               | Hällristning                     |              | Göteborg, Västergötland |                    | 57.683835, 12.021784 | 10154901420002 | Ladda upp en bild av detta fornminne      |
| Göteborg 145:1                                 | Stenkrets                        |              | Göteborg, Västergötland |                    | 57.697562, 12.035996 | 10154901450001 | Ladda upp en bild av detta fornminne      |
| Göteborg 147:1                                 | Stensättning                     |              | Göteborg, Västergötland |                    | 57.702235, 11.999365 | 10154901470001 | Ladda upp en bild av detta fornminne      |
| Skansen Kronan (Göteborg 148:2)                | Fästning/skans                   |              | Göteborg, Västergötland |                    | 57.696136, 11.955140 | 10154901480002 | Ladda upp en till bild av detta fornminne |
| Riddarkullen (Göteborg 178:1)                  | Stensättning                     |              | Göteborg, Västergötland |                    | 57.682359, 11.939539 | 10154901780001 | Ladda upp en bild av detta fornminne      |
| Göteborg 179:1                                 | Hällristning                     |              | Göteborg, Västergötland |                    | 57.692788, 11.943693 | 10154901790001 | Ladda upp en bild av detta fornminne      |
| Göteborg 179:2                                 | Hällristning                     |              | Göteborg, Västergötland |                    | 57.692788, 11.943693 | 10154901790002 | Ladda upp en bild av detta fornminne      |
| Göteborg 182:1                                 | Stensättning                     |              | Göteborg, Västergötland |                    | 57.744668, 12.039737 | 10154901820001 | Ladda upp en bild av detta fornminne      |
| Gamla Älvsborg (Göteborg 185:1)                | Fästning/skans                   |              | Göteborg, Västergötland |                    | 57.690257, 11.908601 | 10154901850001 | Ladda upp en till bild av detta fornminne |
| Änggårdens fornborg (Göteborg 189:1)           | Fornborg                         |              | Göteborg, Västergötland |                    | 57.671184, 11.940802 | 10154901890001 | Ladda upp en till bild av detta fornminne |
| Göteborg 190:1                                 | Fornborg                         |              | Göteborg, Västergötland |                    | 57.668141, 11.946226 | 10154901900001 | Ladda upp en bild av detta fornminne      |
| Göteborg 191:2                                 | Stensättning                     |              | Göteborg, Västergötland |                    | 57.668376, 11.943418 | 10154901910002 | Ladda upp en bild av detta fornminne      |
| Göteborg 192:1                                 | Stensättning                     |              | Göteborg, Västergötland |                    | 57.674983, 11.943580 | 10154901920001 | Ladda upp en bild av detta fornminne      |
| Göteborg 193:1                                 | Stensättning                     |              | Göteborg, Västergötland |                    | 57.674140, 11.946179 | 10154901930001 | Ladda upp en bild av detta fornminne      |
| Göteborg 195:1                                 | Röse                             |              | Göteborg, Västergötland |                    | 57.665580, 11.949512 | 10154901950001 | Ladda upp en till bild av detta fornminne |
| Göteborg 196:1                                 | Röse                             |              | Göteborg, Västergötland |                    | 57.664680, 11.949787 | 10154901960001 | Ladda upp en bild av detta fornminne      |
| Göteborg 197:1                                 | Stensättning                     |              | Göteborg, Västergötland |                    | 57.665036, 11.951547 | 10154901970001 | Ladda upp en bild av detta fornminne      |
| Göteborg 199:1                                 | Stensättning                     |              | Göteborg, Västergötland |                    | 57.676349, 11.955110 | 10154901990001 | Ladda upp en bild av detta fornminne      |
| Göteborg 202:2                                 | Hällristning                     |              | Göteborg, Västergötland |                    | 57.692652, 11.965090 | 10154902020002 | Ladda upp en bild av detta fornminne      |
| Göteborg 203:1                                 | Hällristning                     |              | Göteborg, Västergötland |                    | 57.690236, 11.971399 | 10154902030001 | Ladda upp en bild av detta fornminne      |
| Göteborg 204:1                                 | Stensättning                     |              | Göteborg, Västergötland |                    | 57.719610, 12.014673 | 10154902040001 | Ladda upp en till bild av detta fornminne |
| Bastion Kung Carl (Göteborg 208:1)             | Fästning/skans                   |              | Göteborg, Västergötland |                    | 57.702383, 11.956700 | 10154902080001 | Ladda upp en till bild av detta fornminne |
| Bastion Kung Carl (Göteborg 208:2)             | Fästning/skans                   |              | Göteborg, Västergötland |                    | 57.701645, 11.957939 | 10154902080002 | Ladda upp en bild av detta fornminne      |
| Bastion Kung Carl (Göteborg 208:3)             | Fästning/skans                   |              | Göteborg, Västergötland |                    | 57.701542, 11.960048 | 10154902080003 | Ladda upp en bild av detta fornminne      |
| Kolerakyrkogården i Lunden (Göteborg 214:1)    | Begravningsplats                 | 1834         | Göteborg, Västergötland |                    | 57.708875, 12.000852 | 10154902140001 | Ladda upp en till bild av detta fornminne |
| Kolerakyrkogården i Lunden (Göteborg 214:2)    | Minnesmärke                      | 1834         | Göteborg, Västergötland |                    | 57.708822, 12.000852 | 10154902140002 | Ladda upp en till bild av detta fornminne |
| Göteborg 231:1                                 | Hällristning                     |              | Göteborg, Västergötland |                    | 57.711933, 12.009652 | 10154902310001 | Ladda upp en bild av detta fornminne      |
| Göteborg 233:1                                 | Stensättning                     |              | Göteborg, Västergötland |                    | 57.675306, 11.959912 | 10154902330001 | Ladda upp en bild av detta fornminne      |
| Göteborg 233:2                                 | Stensättning                     |              | Göteborg, Västergötland |                    | 57.674859, 11.959953 | 10154902330002 | Ladda upp en bild av detta fornminne      |
| Göteborg 234:1                                 | Stensättning                     |              | Göteborg, Västergötland |                    | 57.683162, 11.966241 | 10154902340001 | Ladda upp en bild av detta fornminne      |
| Göteborg 278:1                                 | Hällristning                     |              | Göteborg, Västergötland |                    | 57.734254, 12.031307 | 10154902780001 | Ladda upp en bild av detta fornminne      |
| Göteborg 278:2                                 | Hällristning                     |              | Göteborg, Västergötland |                    | 57.734254, 12.031307 | 10154902780002 | Ladda upp en bild av detta fornminne      |
| Göteborg 278:3                                 | Hällristning                     |              | Göteborg, Västergötland |                    | 57.734372, 12.031560 | 10154902780003 | Ladda upp en bild av detta fornminne      |
| Göteborg 292:1                                 | Stensättning                     |              | Göteborg, Västergötland |                    | 57.744863, 12.024732 | 10154902920001 | Ladda upp en bild av detta fornminne      |
| Göteborg 316:1                                 | Gravfält                         |              | Göteborg, Västergötland |                    | 57.725737, 12.042888 | 10154903160001 | Ladda upp en till bild av detta fornminne |
| Göteborg 317:1                                 | Hällristning                     |              | Göteborg, Västergötland |                    | 57.726296, 12.042744 | 10154903170001 | Ladda upp en till bild av detta fornminne |
| Göteborg 367                                   | Husgrund, historisk tid          |              | Göteborg, Västergötland |                    | 57.690077, 11.827134 | 12000000058432 | Ladda upp en bild av detta fornminne      |
| Garnisonskyrkogården (Göteborg 436)            | Begravningsplats                 |              | Göteborg, Västergötland |                    | 57.705826, 11.983297 | 12000000067350 | Ladda upp en till bild av detta fornminne |
| Göteborg 438                                   | Spärranordning                   |              | Göteborg, Västergötland |                    | 57.692252, 11.824339 | 12000000067669 | Ladda upp en bild av detta fornminne      |
| Göteborg 439                                   | Spärranordning                   |              | Göteborg, Västergötland |                    | 57.689737, 11.826478 | 12000000067670 | Ladda upp en bild av detta fornminne      |
| Göteborg 465                                   | Stensättning                     |              | Göteborg, Västergötland |                    | 57.739589, 12.035657 | 12000000109827 | Ladda upp en bild av detta fornminne      |
| Hatten (Backa 1:1)                             | Fornborg                         |              | Göteborg, Västergötland |                    | 57.737712, 11.966022 | 10300200010001 | Ladda upp en till bild av detta fornminne |
| Västra Frölunda 1:1                            | Röse                             |              | Göteborg, Västergötland |                    | 57.611195, 11.888966 | 10300400010001 | Ladda upp en bild av detta fornminne      |
| Lundby 1:1                                     | Röse                             |              | Göteborg, Västergötland |                    | 57.696594, 11.826751 | 10304200010001 | Ladda upp en bild av detta fornminne      |
| Västra Frölunda 1:2                            | Stensättning                     |              | Göteborg, Västergötland |                    | 57.611365, 11.889198 | 10300400010002 | Ladda upp en till bild av detta fornminne |
| Västra Frölunda 1:3                            | Stensättning                     |              | Göteborg, Västergötland |                    | 57.611154, 11.889356 | 10300400010003 | Ladda upp en bild av detta fornminne      |
| Västra Frölunda 2:1                            | Röse                             |              | Göteborg, Västergötland |                    | 57.604799, 11.879819 | 10300400020001 | Ladda upp en bild av detta fornminne      |
| Västra Frölunda 3:1                            | Stensättning                     |              | Göteborg, Västergötland |                    | 57.602328, 11.883561 | 10300400030001 | Ladda upp en bild av detta fornminne      |
| Västra Frölunda 4:1                            | Röse                             |              | Göteborg, Västergötland |                    | 57.611434, 11.894417 | 10300400040001 | Ladda upp en bild av detta fornminne      |
| Lundby 4:1                                     | Stensättning                     |              | Göteborg, Västergötland |                    | 57.702246, 11.845445 | 10304200040001 | Ladda upp en bild av detta fornminne      |
| Västra Frölunda 5:1                            | Röse                             |              | Göteborg, Västergötland |                    | 57.616724, 11.883172 | 10300400050001 | Ladda upp en bild av detta fornminne      |
| Lundby 5:1                                     | Röse                             |              | Göteborg, Västergötland |                    | 57.699330, 11.841061 | 10304200050001 | Ladda upp en bild av detta fornminne      |
| Lundby 5:2                                     | Stensättning                     |              | Göteborg, Västergötland |                    | 57.699842, 11.841324 | 10304200050002 | Ladda upp en bild av detta fornminne      |
| Fredrikshamns skans (Backa 6:1)                | Fästning/skans                   |              | Göteborg, Västergötland |                    | 57.743178, 12.000860 | 10300200060001 | Ladda upp en bild av detta fornminne      |
| Västra Frölunda 6:1                            | Röse                             |              | Göteborg, Västergötland |                    | 57.616921, 11.904881 | 10300400060001 | Ladda upp en bild av detta fornminne      |
| Västra Frölunda 7:1                            | Stensättning                     |              | Göteborg, Västergötland |                    | 57.617284, 11.905257 | 10300400070001 | Ladda upp en bild av detta fornminne      |
| Västergårds vale (Västra Frölunda 8:1)         | Röse                             |              | Göteborg, Västergötland |                    | 57.624047, 11.888128 | 10300400080001 | Ladda upp en bild av detta fornminne      |
| Västra Frölunda 9:1                            | Röse                             |              | Göteborg, Västergötland |                    | 57.628995, 11.860100 | 10300400090001 | Ladda upp en bild av detta fornminne      |
| Västra Frölunda 10:1                           | Röse                             |              | Göteborg, Västergötland |                    | 57.631999, 11.866361 | 10300400100001 | Ladda upp en bild av detta fornminne      |
| Västra Frölunda 11:1                           | Röse                             |              | Göteborg, Västergötland |                    | 57.630226, 11.864806 | 10300400110001 | Ladda upp en bild av detta fornminne      |
| Västra Frölunda 12:1                           | Stensättning                     |              | Göteborg, Västergötland |                    | 57.640131, 11.859159 | 10300400120001 | Ladda upp en bild av detta fornminne      |
| Västra Frölunda 13:1                           | Röse                             |              | Göteborg, Västergötland |                    | 57.638338, 11.857792 | 10300400130001 | Ladda upp en bild av detta fornminne      |
| Västra Frölunda 14:1                           | Röse                             |              | Göteborg, Västergötland |                    | 57.638877, 11.850550 | 10300400140001 | Ladda upp en bild av detta fornminne      |
| Västra Frölunda 15:1                           | Röse                             |              | Göteborg, Västergötland |                    | 57.635635, 11.854409 | 10300400150001 | Ladda upp en bild av detta fornminne      |
| Västra Frölunda 16:1                           | Röse                             |              | Göteborg, Västergötland |                    | 57.637182, 11.866685 | 10300400160001 | Ladda upp en bild av detta fornminne      |
| Västra Frölunda 17:1                           | Stensättning                     |              | Göteborg, Västergötland |                    | 57.636888, 11.867007 | 10300400170001 | Ladda upp en bild av detta fornminne      |
| Västra Frölunda 18:1                           | Röse                             |              | Göteborg, Västergötland |                    | 57.635734, 11.877359 | 10300400180001 | Ladda upp en bild av detta fornminne      |
| Västra Frölunda 18:2                           | Stensättning                     |              | Göteborg, Västergötland |                    | 57.635597, 11.877574 | 10300400180002 | Ladda upp en bild av detta fornminne      |
| Västra Frölunda 19:1                           | Röse                             |              | Göteborg, Västergötland |                    | 57.638692, 11.876703 | 10300400190001 | Ladda upp en till bild av detta fornminne |
| Västra Frölunda 20:1                           | Röse                             |              | Göteborg, Västergötland |                    | 57.632517, 11.905056 | 10300400200001 | Ladda upp en till bild av detta fornminne |
| Västra Frölunda 20:2                           | Stensättning                     |              | Göteborg, Västergötland |                    | 57.632414, 11.904949 | 10300400200002 | Ladda upp en bild av detta fornminne      |
| Backa 22:1                                     | Stensättning                     |              | Göteborg, Västergötland |                    | 57.774893, 11.970387 | 10300200220001 | Ladda upp en bild av detta fornminne      |
| Västra Frölunda 24:1                           | Röse                             |              | Göteborg, Västergötland |                    | 57.638269, 11.886314 | 10300400240001 | Ladda upp en bild av detta fornminne      |
| Västra Frölunda 26:1                           | Stensättning                     |              | Göteborg, Västergötland |                    | 57.643782, 11.873909 | 10300400260001 | Ladda upp en bild av detta fornminne      |
| Västra Frölunda 27:1                           | Röse                             |              | Göteborg, Västergötland |                    | 57.643736, 11.871534 | 10300400270001 | Ladda upp en bild av detta fornminne      |
| Västra Frölunda 27:2                           | Stensättning                     |              | Göteborg, Västergötland |                    | 57.643647, 11.871293 | 10300400270002 | Ladda upp en bild av detta fornminne      |
| Västra Frölunda 27:3                           | Stensättning                     |              | Göteborg, Västergötland |                    | 57.643796, 11.871746 | 10300400270003 | Ladda upp en bild av detta fornminne      |
| Västra Frölunda 28:1                           | Stensättning                     |              | Göteborg, Västergötland |                    | 57.639420, 11.872034 | 10300400280001 | Ladda upp en bild av detta fornminne      |
| Västra Frölunda 29:1                           | Stensättning                     |              | Göteborg, Västergötland |                    | 57.639635, 11.870838 | 10300400290001 | Ladda upp en bild av detta fornminne      |
| Västra Frölunda 30:1                           | Röse                             |              | Göteborg, Västergötland |                    | 57.643226, 11.890349 | 10300400300001 | Ladda upp en bild av detta fornminne      |
| Västra Frölunda 33:1                           | Stensättning                     |              | Göteborg, Västergötland |                    | 57.642035, 11.921410 | 10300400330001 | Ladda upp en bild av detta fornminne      |
| Västra Frölunda 34:1                           | Stensättning                     |              | Göteborg, Västergötland |                    | 57.642380, 11.922714 | 10300400340001 | Ladda upp en bild av detta fornminne      |
| Västra Frölunda 35:1                           | Stenkammargrav                   |              | Göteborg, Västergötland |                    | 57.645599, 11.923075 | 10300400350001 | Ladda upp en bild av detta fornminne      |
| Västra Frölunda 38:1                           | Hällristning                     |              | Göteborg, Västergötland |                    | 57.655161, 11.922267 | 10300400380001 | Ladda upp en bild av detta fornminne      |
| Lundby 38:1                                    | Stensättning                     |              | Göteborg, Västergötland |                    | 57.714599, 11.936358 | 10304200380001 | Ladda upp en bild av detta fornminne      |
| Lundby 41:1                                    | Stensättning                     |              | Göteborg, Västergötland |                    | 57.715331, 11.923008 | 10304200410001 | Ladda upp en bild av detta fornminne      |
| Västra Frölunda 42:1                           | Hällristning                     |              | Göteborg, Västergötland |                    | 57.645747, 11.892991 | 10300400420001 | Ladda upp en bild av detta fornminne      |
| Lundby 43:1                                    | Hällristning                     |              | Göteborg, Västergötland |                    | 57.706138, 11.934617 | 10304200430001 | Ladda upp en bild av detta fornminne      |
| Lundby 43:2                                    | Hällristning                     |              | Göteborg, Västergötland |                    | 57.705988, 11.934077 | 10304200430002 | Ladda upp en bild av detta fornminne      |
| Västra Frölunda 44:1                           | Stensättning                     |              | Göteborg, Västergötland |                    | 57.647823, 11.860712 | 10300400440001 | Ladda upp en bild av detta fornminne      |
| Lundby 44:1                                    | Grav markerad av sten/block      |              | Göteborg, Västergötland |                    | 57.706873, 11.916112 | 10304200440001 | Ladda upp en till bild av detta fornminne |
| Lundby 44:2                                    | Grav markerad av sten/block      |              | Göteborg, Västergötland |                    | 57.706889, 11.916253 | 10304200440002 | Ladda upp en bild av detta fornminne      |
| Lundby 44:3                                    | Grav markerad av sten/block      |              | Göteborg, Västergötland |                    | 57.706866, 11.915894 | 10304200440003 | Ladda upp en till bild av detta fornminne |
| Lundby 44:4                                    | Grav markerad av sten/block      |              | Göteborg, Västergötland |                    | 57.706849, 11.915720 | 10304200440004 | Ladda upp en till bild av detta fornminne |
| Lundby 44:5                                    | Stensättning                     |              | Göteborg, Västergötland |                    | 57.706443, 11.915324 | 10304200440005 | Ladda upp en bild av detta fornminne      |
| Lundby 45:1                                    | Gravfält                         |              | Göteborg, Västergötland |                    | 57.710036, 11.909920 | 10304200450001 | Ladda upp en bild av detta fornminne      |
| Västra Frölunda 46:1                           | Stensättning                     |              | Göteborg, Västergötland |                    | 57.649752, 11.854099 | 10300400460001 | Ladda upp en bild av detta fornminne      |
| Västra Frölunda 47:1                           | Stensättning                     |              | Göteborg, Västergötland |                    | 57.649769, 11.853560 | 10300400470001 | Ladda upp en bild av detta fornminne      |
| Västra Frölunda 48:1                           | Röse                             |              | Göteborg, Västergötland |                    | 57.650311, 11.849870 | 10300400480001 | Ladda upp en bild av detta fornminne      |
| Lundby 48:1                                    | Stensättning                     |              | Göteborg, Västergötland |                    | 57.723134, 11.886016 | 10304200480001 | Ladda upp en bild av detta fornminne      |
| Västra Frölunda 48:2                           | Stensättning                     |              | Göteborg, Västergötland |                    | 57.650114, 11.849660 | 10300400480002 | Ladda upp en bild av detta fornminne      |
| Lundby 48:2                                    | Stensättning                     |              | Göteborg, Västergötland |                    | 57.723242, 11.886039 | 10304200480002 | Ladda upp en bild av detta fornminne      |
| Västra Frölunda 49:1                           | Stensättning                     |              | Göteborg, Västergötland |                    | 57.650793, 11.846037 | 10300400490001 | Ladda upp en bild av detta fornminne      |
| Västra Frölunda 50:1                           | Röse                             |              | Göteborg, Västergötland |                    | 57.654222, 11.858083 | 10300400500001 | Ladda upp en till bild av detta fornminne |
| Västra Frölunda 51:1                           | Röse                             |              | Göteborg, Västergötland |                    | 57.656679, 11.863661 | 10300400510001 | Ladda upp en bild av detta fornminne      |
| Västra Frölunda 54:1                           | Stensättning                     |              | Göteborg, Västergötland |                    | 57.665118, 11.868096 | 10300400540001 | Ladda upp en bild av detta fornminne      |
| Västra Frölunda 57:1                           | Stensättning                     |              | Göteborg, Västergötland |                    | 57.662276, 11.867861 | 10300400570001 | Ladda upp en bild av detta fornminne      |
| Västra Frölunda 59:1                           | Röse                             |              | Göteborg, Västergötland |                    | 57.664207, 11.843317 | 10300400590001 | Ladda upp en bild av detta fornminne      |
| Västra Frölunda 60:1                           | Röse                             |              | Göteborg, Västergötland |                    | 57.666940, 11.851609 | 10300400600001 | Ladda upp en bild av detta fornminne      |
| Västra Frölunda 60:2                           | Stensättning                     |              | Göteborg, Västergötland |                    | 57.666913, 11.851326 | 10300400600002 | Ladda upp en bild av detta fornminne      |
| Västra Frölunda 60:3                           | Stensättning                     |              | Göteborg, Västergötland |                    | 57.666850, 11.851031 | 10300400600003 | Ladda upp en bild av detta fornminne      |
| Västra Frölunda 61:1                           | Röse                             |              | Göteborg, Västergötland |                    | 57.662959, 11.847630 | 10300400610001 | Ladda upp en bild av detta fornminne      |
| Västra Frölunda 62:1                           | Stensättning                     |              | Göteborg, Västergötland |                    | 57.649541, 11.870504 | 10300400620001 | Ladda upp en bild av detta fornminne      |
| Lundby 62:1                                    | Stensättning                     |              | Göteborg, Västergötland |                    | 57.719003, 11.883782 | 10304200620001 | Ladda upp en bild av detta fornminne      |
| Lundby 62:2                                    | Stensättning                     |              | Göteborg, Västergötland |                    | 57.719190, 11.883379 | 10304200620002 | Ladda upp en bild av detta fornminne      |
| Västra Frölunda 63:1                           | Röse                             |              | Göteborg, Västergötland |                    | 57.652386, 11.872258 | 10300400630001 | Ladda upp en till bild av detta fornminne |
| Lundby 63:1                                    | Gravfält                         |              | Göteborg, Västergötland |                    | 57.719821, 11.880922 | 10304200630001 | Ladda upp en bild av detta fornminne      |
| Västra Frölunda 65:1                           | Stensättning                     |              | Göteborg, Västergötland |                    | 57.656506, 11.873680 | 10300400650001 | Ladda upp en bild av detta fornminne      |
| Lundby 65:1                                    | Stensättning                     |              | Göteborg, Västergötland |                    | 57.713066, 11.881566 | 10304200650001 | Ladda upp en bild av detta fornminne      |
| Lundby 66:1                                    | Stensättning                     |              | Göteborg, Västergötland |                    | 57.712267, 11.877277 | 10304200660001 | Ladda upp en bild av detta fornminne      |
| Lundby 67:1                                    | Stensättning                     |              | Göteborg, Västergötland |                    | 57.714225, 11.876541 | 10304200670001 | Ladda upp en bild av detta fornminne      |
| Västra Frölunda 68:1                           | Hällristning                     |              | Göteborg, Västergötland |                    | 57.660691, 11.886913 | 10300400680001 | Ladda upp en bild av detta fornminne      |
| Västra Frölunda 72:1                           | Stensättning                     |              | Göteborg, Västergötland |                    | 57.666272, 11.880077 | 10300400720001 | Ladda upp en bild av detta fornminne      |
| Lundby 72:1                                    | Stensättning                     |              | Göteborg, Västergötland |                    | 57.719483, 11.896342 | 10304200720001 | Ladda upp en bild av detta fornminne      |
| Västra Frölunda 73:1                           | Stensättning                     |              | Göteborg, Västergötland |                    | 57.667071, 11.895080 | 10300400730001 | Ladda upp en bild av detta fornminne      |
| Lundby 73:1                                    | Stensättning                     |              | Göteborg, Västergötland |                    | 57.715605, 11.898212 | 10304200730001 | Ladda upp en bild av detta fornminne      |
| Västra Frölunda 74:1                           | Stensättning                     |              | Göteborg, Västergötland |                    | 57.671654, 11.892616 | 10300400740001 | Ladda upp en bild av detta fornminne      |
| Lundby 74:1                                    | Stensättning                     |              | Göteborg, Västergötland |                    | 57.716817, 11.897798 | 10304200740001 | Ladda upp en bild av detta fornminne      |
| Lundby 74:2                                    | Stensättning                     |              | Göteborg, Västergötland |                    | 57.717149, 11.897448 | 10304200740002 | Ladda upp en bild av detta fornminne      |
| Lundby 74:3                                    | Stensättning                     |              | Göteborg, Västergötland |                    | 57.717251, 11.897573 | 10304200740003 | Ladda upp en bild av detta fornminne      |
| Lundby 74:4                                    | Stensättning                     |              | Göteborg, Västergötland |                    | 57.716414, 11.897869 | 10304200740004 | Ladda upp en bild av detta fornminne      |
| Västra Frölunda 75:1                           | Stensättning                     |              | Göteborg, Västergötland |                    | 57.672796, 11.882034 | 10300400750001 | Ladda upp en bild av detta fornminne      |
| Lundby 75:1                                    | Stenkammargrav                   |              | Göteborg, Västergötland |                    | 57.718899, 11.896010 | 10304200750001 | Ladda upp en bild av detta fornminne      |
| Lundby 77:1                                    | Stensättning                     |              | Göteborg, Västergötland |                    | 57.712119, 11.889155 | 10304200770001 | Ladda upp en bild av detta fornminne      |
| Lundby 78:1                                    | Stensättning                     |              | Göteborg, Västergötland |                    | 57.711378, 11.888687 | 10304200780001 | Ladda upp en bild av detta fornminne      |
| Lundby 79:1                                    | Gravfält                         |              | Göteborg, Västergötland |                    | 57.717818, 11.904305 | 10304200790001 | Ladda upp en bild av detta fornminne      |
| Lundby 82:1                                    | Hög                              |              | Göteborg, Västergötland |                    | 57.726731, 11.904247 | 10304200820001 | Ladda upp en bild av detta fornminne      |
| Västra Frölunda 84:1                           | Hällristning                     |              | Göteborg, Västergötland |                    | 57.667789, 11.940455 | 10300400840001 | Ladda upp en bild av detta fornminne      |
| Lundby 84:1                                    | Stensättning                     |              | Göteborg, Västergötland |                    | 57.720490, 11.920670 | 10304200840001 | Ladda upp en bild av detta fornminne      |
| Västra Frölunda 84:2                           | Hällristning                     |              | Göteborg, Västergötland |                    | 57.667789, 11.940455 | 10300400840002 | Ladda upp en bild av detta fornminne      |
| Lundby 87:1                                    | Stensättning                     |              | Göteborg, Västergötland |                    | 57.722988, 11.926398 | 10304200870001 | Ladda upp en bild av detta fornminne      |
| Västra Frölunda 90:1                           | Stensättning                     |              | Göteborg, Västergötland |                    | 57.658385, 11.951444 | 10300400900001 | Ladda upp en bild av detta fornminne      |
| Lundby 90:1                                    | Stensättning                     |              | Göteborg, Västergötland |                    | 57.720247, 11.914532 | 10304200900001 | Ladda upp en bild av detta fornminne      |
| Lundby 91:1                                    | Stensättning                     |              | Göteborg, Västergötland |                    | 57.719910, 11.913019 | 10304200910001 | Ladda upp en bild av detta fornminne      |
| Västra Frölunda 92:1                           | Röse                             |              | Göteborg, Västergötland |                    | 57.665548, 11.916618 | 10300400920001 | Ladda upp en bild av detta fornminne      |
| Lundby 92:1                                    | Kyrka/kapell                     |              | Göteborg, Västergötland |                    | 57.697618, 11.904807 | 10304200920001 | Ladda upp en till bild av detta fornminne |
| Västra Frölunda 93:1                           | Stensättning                     |              | Göteborg, Västergötland |                    | 57.665723, 11.904170 | 10300400930001 | Ladda upp en bild av detta fornminne      |
| Västra Frölunda 94:1                           | Stensättning                     |              | Göteborg, Västergötland |                    | 57.663567, 11.903098 | 10300400940001 | Ladda upp en till bild av detta fornminne |
| Västra Frölunda 96:1                           | Stensättning                     |              | Göteborg, Västergötland |                    | 57.658593, 11.909468 | 10300400960001 | Ladda upp en till bild av detta fornminne |
| Västra Frölunda 97:1                           | Gravfält                         |              | Göteborg, Västergötland |                    | 57.659323, 11.909859 | 10300400970001 | Ladda upp en till bild av detta fornminne |
| Lundby 99:1                                    | Stensättning                     |              | Göteborg, Västergötland |                    | 57.703365, 11.894702 | 10304200990001 | Ladda upp en bild av detta fornminne      |
| Västra Frölunda 101:1                          | Hög                              |              | Göteborg, Västergötland |                    | 57.648013, 11.947199 | 10300401010001 | Ladda upp en bild av detta fornminne      |
| Bräcke kolerakyrkogård (Lundby 102:1)          | Begravningsplats                 | 1834         | Lundby, Västergötland   | Lundby församling  | 57.703420, 11.900846 | 10304201020001 | Ladda upp en till bild av detta fornminne |
| Lundby 103:1                                   | Stensättning                     |              | Göteborg, Västergötland |                    | 57.702663, 11.906896 | 10304201030001 | Ladda upp en bild av detta fornminne      |
| Lundby 103:2                                   | Stensättning                     |              | Göteborg, Västergötland |                    | 57.702325, 11.906694 | 10304201030002 | Ladda upp en bild av detta fornminne      |
| Lundby 104:1                                   | Grav- och boplatsområde          |              | Göteborg, Västergötland |                    | 57.715225, 11.911226 | 10304201040001 | Ladda upp en bild av detta fornminne      |
| Lundby 107:1                                   | Minnesmärke                      |              | Göteborg, Västergötland |                    | 57.729376, 11.934167 | 10304201070001 | Ladda upp en bild av detta fornminne      |
| Lundby 107:2                                   | Minnesmärke                      |              | Göteborg, Västergötland |                    | 57.729624, 11.934333 | 10304201070002 | Ladda upp en bild av detta fornminne      |
| Lundby 108:1                                   | Stensättning                     |              | Göteborg, Västergötland |                    | 57.730057, 11.934730 | 10304201080001 | Ladda upp en bild av detta fornminne      |
| Lundby 108:2                                   | Stensättning                     |              | Göteborg, Västergötland |                    | 57.730178, 11.934886 | 10304201080002 | Ladda upp en bild av detta fornminne      |
| Lundby 109:1                                   | Stensättning                     |              | Göteborg, Västergötland |                    | 57.732986, 11.932328 | 10304201090001 | Ladda upp en bild av detta fornminne      |
| Västra Frölunda 110:1                          | Stensättning                     |              | Göteborg, Västergötland |                    | 57.631508, 11.875651 | 10300401100001 | Ladda upp en bild av detta fornminne      |
| Lundby 110:1                                   | Fornborg                         |              | Göteborg, Västergötland |                    | 57.734667, 11.921300 | 10304201100001 | Ladda upp en till bild av detta fornminne |
| Västra Frölunda 110:2                          | Stensättning                     |              | Göteborg, Västergötland |                    | 57.631345, 11.875334 | 10300401100002 | Ladda upp en bild av detta fornminne      |
| Västra Frölunda 111:1                          | Stensättning                     |              | Göteborg, Västergötland |                    | 57.632864, 11.882055 | 10300401110001 | Ladda upp en bild av detta fornminne      |
| Lundby 111:1                                   | Stensättning                     |              | Göteborg, Västergötland |                    | 57.736032, 11.902848 | 10304201110001 | Ladda upp en bild av detta fornminne      |
| Västra Frölunda 113:1                          | Stensättning                     |              | Göteborg, Västergötland |                    | 57.638798, 11.878286 | 10300401130001 | Ladda upp en bild av detta fornminne      |
| Lundby 115:1                                   | Hällristning                     |              | Göteborg, Västergötland |                    | 57.717315, 11.905371 | 10304201150001 | Ladda upp en bild av detta fornminne      |
| Lundby 116:1                                   | Hällristning                     |              | Göteborg, Västergötland |                    | 57.716904, 11.905107 | 10304201160001 | Ladda upp en bild av detta fornminne      |
| Lundby 116:2                                   | Hällristning                     |              | Göteborg, Västergötland |                    | 57.716904, 11.905107 | 10304201160002 | Ladda upp en bild av detta fornminne      |
| Lundby 116:3                                   | Hällristning                     |              | Göteborg, Västergötland |                    | 57.716904, 11.905107 | 10304201160003 | Ladda upp en bild av detta fornminne      |
| Västra Frölunda 118:1                          | Röse                             |              | Göteborg, Västergötland |                    | 57.659974, 11.906864 | 10300401180001 | Ladda upp en bild av detta fornminne      |
| Lundby 118:1                                   | Stensättning                     |              | Göteborg, Västergötland |                    | 57.710927, 11.896683 | 10304201180001 | Ladda upp en bild av detta fornminne      |
| Västra Frölunda 119:1                          | Fornborg                         |              | Göteborg, Västergötland |                    | 57.659994, 11.906527 | 10300401190001 | Ladda upp en till bild av detta fornminne |
| Lundby 119:2                                   | Hög                              |              | Göteborg, Västergötland |                    | 57.710705, 11.897794 | 10304201190002 | Ladda upp en bild av detta fornminne      |
| Lundby 120:1                                   | Stensättning                     |              | Göteborg, Västergötland |                    | 57.710200, 11.897052 | 10304201200001 | Ladda upp en bild av detta fornminne      |
| Västra Frölunda 122:1                          | Stensättning                     |              | Göteborg, Västergötland |                    | 57.659836, 11.882827 | 10300401220001 | Ladda upp en bild av detta fornminne      |
| Lundby 122:1                                   | Hög                              |              | Göteborg, Västergötland |                    | 57.710095, 11.898857 | 10304201220001 | Ladda upp en bild av detta fornminne      |
| Västra Frölunda 123:1                          | Stensättning                     |              | Göteborg, Västergötland |                    | 57.661380, 11.876300 | 10300401230001 | Ladda upp en bild av detta fornminne      |
| Lundby 125:2                                   | Stensättning                     |              | Göteborg, Västergötland |                    | 57.709612, 11.896218 | 10304201250002 | Ladda upp en bild av detta fornminne      |
| Lundby 126:2                                   | Stensättning                     |              | Göteborg, Västergötland |                    | 57.709650, 11.895627 | 10304201260002 | Ladda upp en bild av detta fornminne      |
| Lundby 126:4                                   | Stensättning                     |              | Göteborg, Västergötland |                    | 57.709149, 11.895928 | 10304201260004 | Ladda upp en bild av detta fornminne      |
| Lundby 128:1                                   | Stensättning                     |              | Göteborg, Västergötland |                    | 57.707484, 11.895505 | 10304201280001 | Ladda upp en bild av detta fornminne      |
| Lundby 128:2                                   | Stensättning                     |              | Göteborg, Västergötland |                    | 57.707320, 11.895437 | 10304201280002 | Ladda upp en bild av detta fornminne      |
| Västra Frölunda 129:1                          | Stensättning                     |              | Göteborg, Västergötland |                    | 57.652011, 11.853380 | 10300401290001 | Ladda upp en bild av detta fornminne      |
| Lundby 132:1                                   | Husgrund, historisk tid          |              | Göteborg, Västergötland |                    | 57.690356, 11.825217 | 10304201320001 | Ladda upp en bild av detta fornminne      |
| Lundby 134:1                                   | Begravningsplats                 |              | Göteborg, Västergötland |                    | 57.687842, 11.831021 | 10304201340001 | Ladda upp en bild av detta fornminne      |
| Västra Frölunda 135:1                          | Stensättning                     |              | Göteborg, Västergötland |                    | 57.648539, 11.890144 | 10300401350001 | Ladda upp en bild av detta fornminne      |
| Slottsberget (Lundby 136:1)                    | Slott/herresäte                  |              | Göteborg, Västergötland |                    | 57.704178, 11.929737 | 10304201360001 | Ladda upp en till bild av detta fornminne |
| Lundby 140:1                                   | Fästning/skans                   |              | Göteborg, Västergötland |                    | 57.690956, 11.886705 | 10304201400001 | Ladda upp en bild av detta fornminne      |
| Lundby 145:1                                   | Hällristning                     |              | Göteborg, Västergötland |                    | 57.718842, 11.817178 | 10304201450001 | Ladda upp en bild av detta fornminne      |
| Lundby 145:2                                   | Hällristning                     |              | Göteborg, Västergötland |                    | 57.718746, 11.817063 | 10304201450002 | Ladda upp en bild av detta fornminne      |
| Västra Frölunda 150:1                          | Stensättning                     |              | Göteborg, Västergötland |                    | 57.646107, 11.922049 | 10300401500001 | Ladda upp en bild av detta fornminne      |
| Västra Frölunda 150:2                          | Stensättning                     |              | Göteborg, Västergötland |                    | 57.646069, 11.922589 | 10300401500002 | Ladda upp en bild av detta fornminne      |
| Västra Frölunda 151:1                          | Stensättning                     |              | Göteborg, Västergötland |                    | 57.617601, 11.890458 | 10300401510001 | Ladda upp en bild av detta fornminne      |
| Västra Frölunda 167:1                          | Stensättning                     |              | Göteborg, Västergötland |                    | 57.661125, 11.946070 | 10300401670001 | Ladda upp en bild av detta fornminne      |
| Västra Frölunda 173:1                          | Stensättning                     |              | Göteborg, Västergötland |                    | 57.641910, 11.875267 | 10300401730001 | Ladda upp en bild av detta fornminne      |
| Västra Frölunda 174:1                          | Stensättning                     |              | Göteborg, Västergötland |                    | 57.642858, 11.873673 | 10300401740001 | Ladda upp en bild av detta fornminne      |
| Västra Frölunda 178:1                          | Stensättning                     |              | Göteborg, Västergötland |                    | 57.654138, 11.877810 | 10300401780001 | Ladda upp en bild av detta fornminne      |
| Västra Frölunda 179:1                          | Stensättning                     |              | Göteborg, Västergötland |                    | 57.654373, 11.922346 | 10300401790001 | Ladda upp en bild av detta fornminne      |
| Västra Frölunda 181:1                          | Stensättning                     |              | Göteborg, Västergötland |                    | 57.655897, 11.919427 | 10300401810001 | Ladda upp en bild av detta fornminne      |
| Västra Frölunda 183:1                          | Stensättning                     |              | Göteborg, Västergötland |                    | 57.657474, 11.928369 | 10300401830001 | Ladda upp en bild av detta fornminne      |
| Västra Frölunda 186:1                          | Stensättning                     |              | Göteborg, Västergötland |                    | 57.621846, 11.903116 | 10300401860001 | Ladda upp en bild av detta fornminne      |
| Västra Frölunda 193:1                          | Stensättning                     |              | Göteborg, Västergötland |                    | 57.669898, 11.914784 | 10300401930001 | Ladda upp en bild av detta fornminne      |
| Västra Frölunda 194:1                          | Stensättning                     |              | Göteborg, Västergötland |                    | 57.673734, 11.931872 | 10300401940001 | Ladda upp en bild av detta fornminne      |
| Lundby 249:1                                   | Grav- och boplatsområde          |              | Göteborg, Västergötland |                    | 57.706629, 11.915845 | 10304202490001 | Ladda upp en bild av detta fornminne      |
| Lundby 251:1                                   | Stensättning                     |              | Göteborg, Västergötland |                    | 57.718056, 11.878651 | 10304202510001 | Ladda upp en bild av detta fornminne      |
| Lundby 254:1                                   | Ristning, medeltid/historisk tid |              | Göteborg, Västergötland |                    | 57.708728, 11.931169 | 10304202540001 | Ladda upp en bild av detta fornminne      |
| Lundby 256:1                                   | Stensättning                     |              | Göteborg, Västergötland |                    | 57.713477, 11.867801 | 10304202560001 | Ladda upp en bild av detta fornminne      |
| Lundby 257:1                                   | Stensättning                     |              | Göteborg, Västergötland |                    | 57.713998, 11.869799 | 10304202570001 | Ladda upp en bild av detta fornminne      |
| Lundby 258:1                                   | Stensättning                     |              | Göteborg, Västergötland |                    | 57.710503, 11.861970 | 10304202580001 | Ladda upp en bild av detta fornminne      |
| Lundby 267:1                                   | Stenkammargrav                   |              | Göteborg, Västergötland |                    | 57.708224, 11.856719 | 10304202670001 | Ladda upp en bild av detta fornminne      |
| Västra Frölunda 291:1                          | Hällristning                     |              | Göteborg, Västergötland |                    | 57.664754, 11.888195 | 10300402910001 | Ladda upp en bild av detta fornminne      |
| Lundby 316:1                                   | Hällristning                     |              | Göteborg, Västergötland |                    | 57.703006, 11.852718 | 10304203160001 | Ladda upp en till bild av detta fornminne |
| Lundby 317:1                                   | Stensättning                     |              | Göteborg, Västergötland |                    | 57.732444, 11.906488 | 10304203170001 | Ladda upp en bild av detta fornminne      |
| Lundby 330:1                                   | Hällristning                     |              | Göteborg, Västergötland |                    | 57.706576, 11.917711 | 10304203300001 | Ladda upp en bild av detta fornminne      |
| Lundby 331:1                                   | Hällristning                     |              | Göteborg, Västergötland |                    | 57.709935, 11.898674 | 10304203310001 | Ladda upp en bild av detta fornminne      |
| Lundby 331:2                                   | Hällristning                     |              | Göteborg, Västergötland |                    | 57.709976, 11.899100 | 10304203310002 | Ladda upp en bild av detta fornminne      |
| Västra Frölunda 353:1                          | Hällristning                     |              | Göteborg, Västergötland |                    | 57.653143, 11.869231 | 10300403530001 | Ladda upp en bild av detta fornminne      |
| Västra Frölunda 354:1                          | Hällristning                     |              | Göteborg, Västergötland |                    | 57.664865, 11.878941 | 10300403540001 | Ladda upp en bild av detta fornminne      |
| Västra Frölunda 359:1                          | Hällristning                     |              | Göteborg, Västergötland |                    | 57.654018, 11.881744 | 10300403590001 | Ladda upp en bild av detta fornminne      |
| Västra Frölunda 361:1                          | Hällristning                     |              | Göteborg, Västergötland |                    | 57.656575, 11.878500 | 10300403610001 | Ladda upp en bild av detta fornminne      |
| Västra Frölunda 362:1                          | Stenkrets                        |              | Göteborg, Västergötland |                    | 57.659793, 11.909615 | 10300403620001 | Ladda upp en bild av detta fornminne      |
| Västra Frölunda 362:2                          | Stensättning                     |              | Göteborg, Västergötland |                    | 57.659681, 11.909492 | 10300403620002 | Ladda upp en bild av detta fornminne      |
| Västra Frölunda 376:1                          | Lägenhetsbebyggelse              |              | Göteborg, Västergötland |                    | 57.605411, 11.880635 | 10300403760001 | Ladda upp en bild av detta fornminne      |
| Västra Frölunda 425:1                          | Fästning/skans                   |              | Göteborg, Västergötland |                    | 57.686049, 11.882981 | 10300404250001 | Ladda upp en bild av detta fornminne      |
| Västra Frölunda 434:1                          | Hällristning                     |              | Göteborg, Västergötland |                    | 57.657967, 11.881219 | 10300404340001 | Ladda upp en bild av detta fornminne      |